# NGC 4875
NGC 4875 је лентикуларна галаксија у сазвежђу Береникина коса која се налази на NGC листи објеката дубоког неба.
Деклинација објекта је + 27° 54' 27" а ректасцензија 12h 59m 38,1s. Привидна величина (магнитуда) објекта NGC 4875 износи 14,7 а фотографска магнитуда 15,7. NGC 4875 је још познат и под ознакама CGCG 160-232, DRCG 27-104, PGC 44640.